# 奧伊斯基興
奧伊斯基興（德语：Euskirchen），是位於德國北萊茵-威斯特法倫州的一個城市，屬科隆行政區奧伊斯基興縣。奧伊斯基興擁有超過700年的歷史，在1302年獲得了城市地位。2007年12月，奧伊斯基興擁有55,446人。奧斯斯基興城牆的三個尖塔保存至今，有不少遊客來訪。中世紀的城區如今是步行街。

## 工商业
奥伊斯基兴拥有一个多元化与平衡的经济结构，从而提供许多就业機會。奥伊斯基兴是一个农村城市，具有宽廣的农田，为奥伊斯基兴和郊外的眾多农民提供了用来种植甜菜的用地。从1879年开始，奥伊斯基兴就已是一家糖厂的所在地。織布业曾經也是该地一个很重要的工业，但其竞争力不及国际大公司，因而几十年前就已被淘汰了。
许多有名的工业企业（如宝洁公司、Miele）在奥伊斯基兴工商业区落户。奥伊斯基兴还为新的行业提供很好的发展机会, 其中央位置和其连接国际交通网络的优越道路与铁路是两个很重要的因素。
设在奥伊斯基兴並提供21,000个工作岗位的两个最大工商业区是：
- IPAS 工业园区（在 Silberberg 的工业园区），一共有四百万平方米，其中三百六十万平方米建于奥伊斯基兴的城区里。
- EURO-Park 工业园区（建于奥伊斯基兴和洛伊茲海姆中间），一共有一百五十万平方米。

消费性品牌公司宝洁在 IPAS 园区（属于 Wüschheim/　Großbüllesheim的区域）设有制造厂房与货仓，宝洁在该区营运其国际物流。雀巢公司的 PurinaPetCare（动物粮食部）与德国电信的货物发送部分別在 EURO-Park 设立了总行。糖厂 Pfeifer & Langen 亦设在 EURO-Park。建筑材料连锁店 MOBAU（售卖现代建筑必需品）现已转名为 Eurobaustoff，都是在 EURO-Park 创立其企业。
位于 IPAS 园区旁的「莱茵地区PrimeSite创业园区」是一块特别为大型投资而设的创业地。「莱茵地区PrimeSite 创业园区」的总面积有205公顷，相等于大约300个足球场。 至今「莱茵地区PrimeSite创业园区」是北莱茵-威斯特法伦州第一个未被建设但可利用的工商业区。它85% 的面积（177公顷）位于奥伊斯基兴市，另外的15%（28公顷）位于魏勒斯韦斯特镇的区域。至2019年，这块已开发的大型创业園區將会预留给建筑面积为80公顷以上的大规模工程。「莱茵地区PrimeSite创业园区」的国际行销是由北莱茵威斯特法伦州所属的投资协会NRW.INVEST推動。

## 友好城市
- 法國沙勒维尔-梅济耶尔（1961年）
- 英国貝辛斯托克（1986年）